# Inka Kivalo
Inka Kivalo, née le 23 mars 1956, est une artiste textile et photographe, spécialiste de l'art textile finlandais moderne. Elle utilise essentiellement le tissage jacquard pour ses tapisseries murales très colorées et combine les techniques de tapisserie traditionnelle et contemporaine. Elle est aussi connue pour ses sculptures textiles.

## Biographie

### Formation
Inka Mirjam Kivalo naît le 23 mars 1956. 
Elle étudie d'abord la photographie mais cette discipline ne lui convient pas et elle s'oriente vers le textile à l'université d'art et design d'Helsinki,. Elle fait aussi beaucoup de peinture, ce qui l'amène à créer des textiles imprimés et travailler comme designer pour Marimekko dès ses années d'étude et jusqu'en 1990. Elle y réalise aussi bien des installations textiles que des collections de vêtements.
Elle enseigne durant plusieurs années le tissage jacquard, les bases du design et la planification environnementale dans le laboratoire d'artisanat expérimental de l'Université d'art et de design d'Helsinki. En tant qu'enseignante, elle tente de briser le fossé entre l'art et l'industrie en enseignant l'importance de l'artisanat aux étudiants en design industriel. Son espoir est d'aider les jeunes créateurs à comprendre la valeur et la joie de faire des choses à la main.

### Œuvres
Elle réalise le panneau textile Madonne rouge pour le ministère des Affaires sociales et de la Santé en 1989 et une peinture murale pour le centre éducatif de l'église de Järvenpää en 1990, des textiles religieux pour l'église de Lintuvaara à Espoo, quatre tapisseries pour une résidence de personnes âgées à Helsinki, deux tapisseries pour l'Institut de Finlande à Stockholm, une urne décorée pour l'exposition Alessi au Musée du design d'Helsinki.
Inka Kivalo travaille sur un métier à tisser du XVIIIe siècle en racine d'épinette mais ses œuvres sont souvent de facture très moderne. Mais, i les techniques sont anciennes, son travail n'est pas nostalgique, ses œuvres sont de la peinture visuelle avec des fils.
À côté des tapisseries réalisées sur le métier à tisser, un format peu flexible, elle réalise des sculptures textiles, parfois avec des morceaux de ses tapisseries, des bijoux en broderie, tisse des châles et des foulards ou peint des assiettes.
L’art d'Inka Kivalo est intuitif, visuel et orienté vers la couleur. Elle réalise des esquisses mais tisse essentiellement de mémoire. Elle produit elle même la plupart de ses fils et teintures. Ses œuvres sont abstraites où la couleur est un élément clé, Inka Kivalo peint avec des fils. 
Inka Kivalo est une poètesse de la tapisserie qui peint lentement avec du fil, couche par couche, fil par fil - en écoutant les couleurs. Les œuvres enregistrent les moments vécus, l'empreinte de la main, l'éclat des couleurs et le toucher des matières. 
« Je suis devenue une artiste textile parce que le textile donne aux couleurs un éclat plus doux et rend la vie plus belle. Tisser demande une concentration régulière et de la patience, mais c'est aussi une question de jeu et de joie car ce qui est le plus important ce n'est pas le tissage lui même mais la vision. Je suis ma propre écriture. Je me reflète et c'est comme ça que j'entre dans mon travail »

## Expositions
Inka Kilova participe régulièrement à des expositions collectives ou personnelles et réalise des installations ainsi que plusieurs œuvres sur commande. Ses œuvres sont présentes dans plusieurs musées ou collections, comme le Musée des Arts appliqués d'Helsinki, les Collections d'Art de Finlande et le Parlement européen. 
- 2001 : Dixième triennale de tapisserie, Lodz
- 2002 : Fiberscapes, ambassade de Finlande, Washington, DC
- 2003 : Fiberscapes, Hôtel de ville, Ottawa
- 2013 : Sustainable Design from Finland, Design Forum, Helsinki
- 2014 : Inka Kivalo – KUDOS, gobeliineja ja veistoksia, Galleria Katariina, Helsinki[5]
- 2017 : Trois artistes textiles, Galerie Becker, Jyväskylä[10]
- 2020 : Inka Kivalo - Personae, Gobelins et sculptures textiles, Musée Alvar Aalto, Jyväskylä

## Distinctions
En 2000, Inka Kivalo est nommée artiste textile finlandaise de l'année par TEXO, une association de designers textiles finlandais, le prix le plus important de Finlande dans ce domaine,,. 
En 2019, elle obtient le prix du textile nordique de la Fondation Fokus Borås.
En 2018, elle reçoit le prix Maire Gullichsen, créé dans le cadre de la Fondation Alvar Aalto à l'occasion du 80e anniversaire du mécénat d'art en 1988.